# Молизе
Молизе (итал. Molise) или Молиш (свм. Молиш/Moliš) је једна од 20 покрајина Италије. Налази се у њеном јужном делу земље. Главни град је Кампобасо, а други по величини и значају је град Изернија.
Покрајина Молизе је позната као једна од најмањих покрајина у држави. Она је на зачељу и по многим другим одликама - по броју становника, по густини насељености, по нивоу развијености.

## Положај
Молизе је јужна покрајина Италије, смештена на Апенинском полуострву. На северу се налази Јадранско море.
Са осталих страна налазе се друге италијанске покрајине:
- северозапад - Абруцо
- исток - Апулија
- југ - Кампанија
- запад - Лацио

## Природне одлике
Површина покрајине је 4.438 km² и по овоме је Молизе једна од мањих италијанских покрајина.

### Рељеф
Целокупна површ покрајине Молизеа је покренутог терена. Сасвим мала равничарска подручја пружају се дуж доњих делова речних долина. На истоку се налази кратак излазак на јадранску обалу, слабо разуђену и без природних лука. Обала је стрма и брзо прелази у бреговито и брдско подручје. Оно је испресецано дубоким речним долинама у виду клисура. Брдско подручје постепено ка средишњем делу Молизеа прелази у високо планинско подручје Самнитских Апенина. Највиши врх покрајине је Монти дела Мета, висок 2.241 м.

### Клима
Клима у приморском делу Молизеа је средоземна. Како се залази у копно и иде на више надморске висине она постаје прелазна између средоземне и континенталне. У вишим крајевима клима је оштрија, планинска.

### Воде
Покрајина Молизе је у сливу Јадранског мора, на које излази кратком обалом (38 км дужине). Већина река је кратког тока и са дубоким долинама у виду клисура. Оне се спуштају са Апенина у Јадран. Иако ниједна река није значајна у државним оквирима на нивоу покрајине познате реке су Трињо (погранична ка Абруцу) и Биферно.

## Управна подела
Молизе је подељен у 2 округа, одн. провинције са истоименим градовима као управним средиштима:
- Изернија
- Кампобасо

## Историја
Подручје Молизеа било је насељено још у време праисторије. Римљани запоседају ово подручје почетком 3. века п. н. е и покоравају месно становништво Самните. Они овде оснивају провинцију Самнитум (Samnitum). Током неколико векова владавине старог Рима становништво је романизовано.
По пропасти старог Рима ова област у раном средњем веку брзо мења господаре. Прво потпада под Готе, потом под Лангобарде и на крају Војводство Беневенто. Међутим, месни моћници имали велику самосталност, па се може подвући да је овде постојало неколико сасвим малих феудалних држава до 10. века.
У 13. веку област коначно потпада под власт Напуљске краљевине и са мањим прекидима тако остаје све до средине 19. века. У 16. веку Молизе постаје део Апулије. 1860. године дошло је до припајања ове области новооснованој Италији. Одмах је основана покрајина Абруци и Молизе, која се 1963. године поделила на две нове покрајине: Абруцо и Молизе. Нова владавина није донела привредни процват, област постаје изразито исељеничка. И данас је област Молизеа једна од најнеразвијенијих и најзабитијих у целој Италији.

## Становништво
Данас Молизе има око 320 хиљада становника и по томе је она једна од најмањих покрајина Италије. Међутим, много озбиљнији је податак да је покрајина имала више становника на првом свеиталијанском попису из далеке 1861. године него данас и да тај број са мањим прекидима стално опада до данас.
Густина насељености је нешто око 72 ст./km², што је готово 3 пута мање од државног просека (200 ст./km²). Целокупан простор покрајине је слабо насељен.
У покрајини доминира италијанско становништво. Ту се налазе се језичке мањине, Молишки Словени и Молишки Албанци. Обе ове мањине се налазе у Округу Кампобасо. Новодосељеног становништва има занемарљиво мало, у складу са неразвијеношћу покрајине.

## Привреда
Молизе и данас спада је у неразвијени део Италије. Може се рећи да је то и данас рурална и махом пољопривредна област и малим мануфактурама. Пољопривреда је данас развијенија, али нема тај значај као пре. Мануфактурна производња је и данас блиска занатству. Једина већа фабрика у покрајини је погон "Фијата“ у Термолију.

## Галерија
Фотографије градова покрајине
- Кампобасо
- Изернија
- Термоли
- Венафро